# シャルル・ウジェーヌ・ガブリエル・ド・ラ・クロワ・ド・カストリー
シャルル・ウジェーヌ・ガブリエル・ド・ラ・クロワ・ド・カストリー（Charles Eugène Gabriel de La Croix de Castries, 1727年2月25日、パリ - 1801年1月11日、ヴォルフェンビュッテル）は、ブルボン朝後期からフランス革命期のフランスの軍人。カストリー公爵、エタ・ド・ラングドック男爵、カステルノーおよびモンジュヴァン男爵、ピュイローランおよびレジニャン男爵、フランス元帥。カストリー公爵ジョゼフ・フランソワ・ド・ラ・クロワ・ド・カストリー（Joseph François de La Croix de Castries, marquis de Castries）とその2番目の妻マリー＝フランソワーズ・ド・レヴィ・ド・シャルリュ（Marie-Françoise de Lévis de Charlus）の息子。

## 経歴

### デビュー
1739年5月にレジマン・デュ・ロワ＝アンファンタリー（régiment du Roi-Infanterie）へ入隊し、1742年8月23日に中尉（lieutenant）となり、同時にラングドックのリュートナン・デュ・ロワおよびモンペリエおよびセットの知事となった（1743年12月1日より）。彼は七年戦争と全てのルイ15世の戦役で活躍した。1744年3月26日よりレジマン・デュ・ロワ＝キャヴァルリーの元帥（Mestre de camp）となり、1748年には陸軍元帥（maréchal de camp）および騎兵隊の総司令官（commandant général）となった。
1756年、彼はセントルシアへの遠征隊を指揮して、島のカレナージュ地区（Carenage quarter）は彼の名を取ってカストリーズ地区と改名された。次に彼が活躍したのがロスバッハの戦い（1757年11月5日）で、そこで二度負傷している。1758年12月28日中将となり、1759年4月16日騎兵隊上級大将（maître de camp général）となった。クロスター・カンペンの戦い（Bataille de Kloster Kampen）（1760年10月16日）では彼の冷静さによって敗北の瀬戸際を逆転した。1762年5月30日、彼は聖霊騎士団に任命される。1763年の和平の直後にフランドルとエノーの知事に選ばれる。それからGendarmes écossaisのcapitaine lieutenantおよび憲兵隊司令官を1770年から退役する1788年まで務めた。

### 海軍長官として
1780年10月13日に友人ジャック・ネッケルの推薦で海軍長官に選出され、1787年8月24日までその地位にあった。1783年、彼はフランス元帥となった。彼は艦隊を再編成し、グラン・コンセーユにて採用された新たな海軍戦略を用いた。それは戦列艦は海上に置いておきながら、艦隊がイギリス海軍を封鎖して港の中に引き留めるというものであった。この戦略によって、フランス海軍はアメリカ独立戦争で勝利を挙げた。また、法制面で彼が務めた重要な改革に、海軍の階級の単純化とその徴兵制度の再編成がある。カストリーは送られてきた調査資料を徹底的に調査し、それらの役割にとても精力的で、彼は「私は高速に寝てみたい」（"Je voudrais dormir plus vite"）と言った。
政治では意外なことに彼の観点は寧ろ保守的であると、1785年国王に向けた彼の"Réflexions sur l'esprit public"からは判断できる。同書で彼は君主制の難しさを権限の問題であるとまとめたところから、強硬さと全てが手順通りに戻っただろうことが証明される。

### 革命
1787年、彼は名士会に参加した。1789年7月13日、王によって再び海軍大臣の席を推されたが、彼はそれを拒んだ。彼は10月20日に亡命してコッペでジャック・ネッケルのもてなしを受けた。1792年、シャンパーニュにプロイセンが侵略してきた時、彼とブロリー元帥は軍を指揮した。その後、彼はプロヴァンス伯（のちのルイ18世）の参謀長として仕えた。彼が死亡したのは1801年で、彼の旧敵だったブラウンシュヴァイク公フリードリヒ・ヴィルヘルムの家でのことで、彼はもはや敵ではなく友だった。
現在はParc Hellerとなった場所に所有地があって、また、オランヴィルに彼が1782年に増築した城がある。パリには彼が1743年から住んだhôtel de Castriesが72 rue de Varenneにあって、1761年におじであるベル＝イル元帥から相続の際に改装した。

## 子孫
1743年12月19日、彼はフルリー公爵の娘ガブリエル・イザボー・テレーズ・ド・ロゼ・ド・ロコゼル・ド・フルリー（Gabrielle Isabeau Thérèse de Rozet de Rocozel de Fleury）と結婚して、二子をもうけた。
- シャルル・ド・ラ・クロワ・ド・カストリー（Charles de La Croix de Castries）（1756-1842）
- アデライド・マリー・ド・ラ・クロワ・ド・カストリー（Adélaïde Marie de La Croix de Castries）、1767年にマイイ子爵の妻となった。

彼の浮気は激しかった。中でもルールのマリー・フランソワーズ・ド・ノアイユ（Marie Françoise de Noailles）との間には私生児であるマルグリート・ヴァレット（Marguerite Valette）という名の娘を作っており、彼女はパリ市長にして軍事大臣であったジャン＝ニコラ・パーシュと結婚した。

## 参考資料

### 文献
- René de Castries, Le Maréchal de Castries, Paris, Flammarion, 1956.
- Alain Berbouche. La Justice militaire maritime de la France à la fin de l'Ancien Régime, d’après la correspondance du marquis de Castries (de 1780 à 1787), Centre de Recherches Historiques de l'Université de Rennes 1, 1993, Service Historique de la Marine, Vincennes, 1994, 113 p.
- Alain Berbouche. « L'oeuvre judiciaire pénale du maréchal de Castries, secrétaire d'État de la Marine et des Colonies du roi Louis XVI (1780-1787) », Commission Française d'Histoire Maritime, Université de Paris-Sorbonne 27 janvier 1995, Neptunia no 199, 3e trimestre 1995, p. 39-54.